# Astyanax epiagos
Astyanax epiagos és una espècie de peix de la família dels caràcids i de l'ordre dels caraciformes.

## Morfologia
- Els mascles poden assolir 5,9 cm de llargària total.[1]

## Hàbitat
Viu a àrees de clima tropical (11°S-12°S, 41°W-42°W).

## Distribució geogràfica
Es troba a Sud-amèrica: Brasil.